# هیلسدیل (ویسکانسین)
هیلسدیل (به انگلیسی: Hillsdale) یک منطقهٔ مسکونی در ایالات متحده آمریکا است که در شهرستان بارون، ویسکانسین واقع شده‌است. هیلسدیل ۳۶۴٫۸۵ متر بالاتر از سطح دریا قرار دارد.